# Liste der Biografien/Qur
Liste der Biografien |
Portal Biografien |
Personensuche
# |
A |
B |
C |
D |
E |
F |
G |
H |
I |
J |
K |
L |
M |
N |
O |
P |
Q |
R |
S |
T |
U |
V |
W |
X |
Y |
Z |
?
 
Qa |
Qe |
Qi |
Qo |
Qr |
Qu |
Qv |
Qw |
Qy
 
Qua |
Qub |
Qud |
Que |
Quh |
Qui |
Quj |
Qul |
Qum |
Qun |
Quo |
Qur |
Qus |
Qut |
Quw |
Quy
Die Liste der Biografien führt alle Personen auf, die in der deutschsprachigen Wikipedia einen Artikel haben. Dieses ist eine Teilliste mit 35 Einträgen von Personen, deren Namen mit den Buchstaben „Qur“ beginnt.

## Qur

### Qura
- Qurai, Ahmad (1937–2023), palästinensischer Regierungschef der Palästinensischen Autonomiegebiete
- Quraini, Obaid al (* 1986), omanischer Sprinter
- Quraishi, Azra (1945–2002), pakistanische Botanikerin und Hochschullehrerin
- Quraschī, Abū Ibrāhīm al-Hāschimī al- (1976–2022), Anführer der dschihadistischen Terrororganisation Islamischer Staat (IS)
- Quraschwili, Tamas (1947–2023), sowjetischer bzw. georgischer Jazzmusiker (Kontrabass)

### Qurb
- Qurbani, Burhan (* 1980), deutsch-afghanischer Filmregisseur und DrehbuchautorBurhan Qurbani (* 1980)

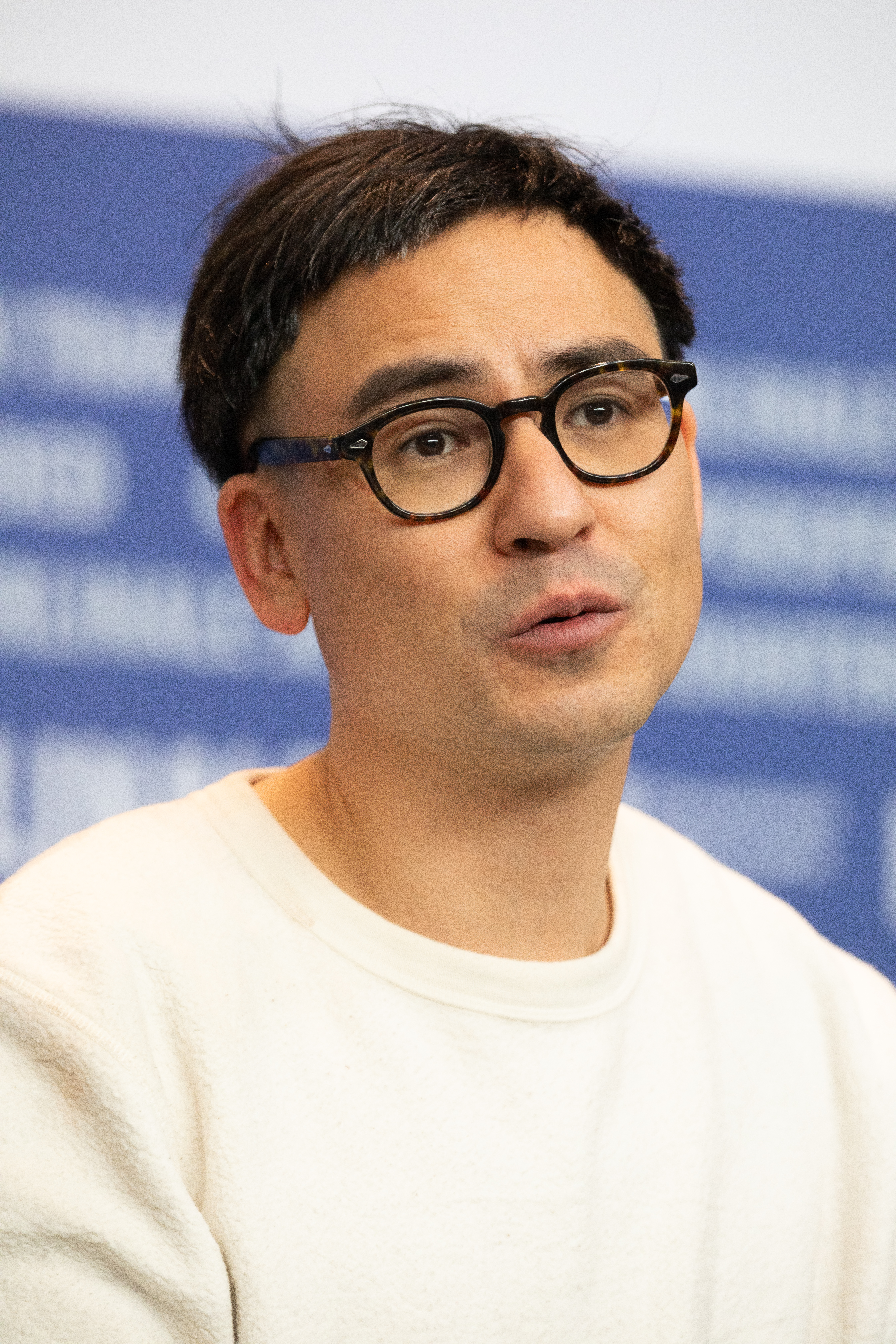
Burhan Qurbani (* 1980)

- Qurbanlı, Musa (* 2002), aserbaidschanischer Fußballspieler
- Qurbanov, Qurban (* 1972), aserbaidschanischer Fußballspieler
- Qurbanov, Şıxəli (1925–1967), aserbaidschanischer Staatsmann, Literaturwissenschaftler, Schriftsteller, Dichter und Dramatiker
- Qurbanova, Hökumə (1913–1988), aserbaidschanisch-sowjetische Film- und Theaterschauspielerin
- Qurbonov, Ravshanbek (* 1947), usbekischer Arzt und Politiker
- Qurbonov, Ruslan (* 1993), usbekischer Dreispringer
- Qurbonov, Toʻlqin (1936–2002), usbekisch-sowjetischer Komponist
- Qurbonow, Dschahon (* 1986), tadschikischer Boxer

### Qure
- Qureshi, Abdul Najeeb (* 1988), indischer Sprinter
- Qureshi, Abid Riaz, amerikanischer Anwalt pakistanischer Herkunft
- Qureshi, Aisam-ul-Haq (* 1980), pakistanischer Tennisspieler
- Qureshi, Fazal (* 1961), indischer Musiker (Perkussion, Komposition)
- Qureshi, Haji Yakub, indischer Politiker
- Qureshi, Huma (* 1986), indische Schauspielerin und ModelHuma Qureshi (* 1986)

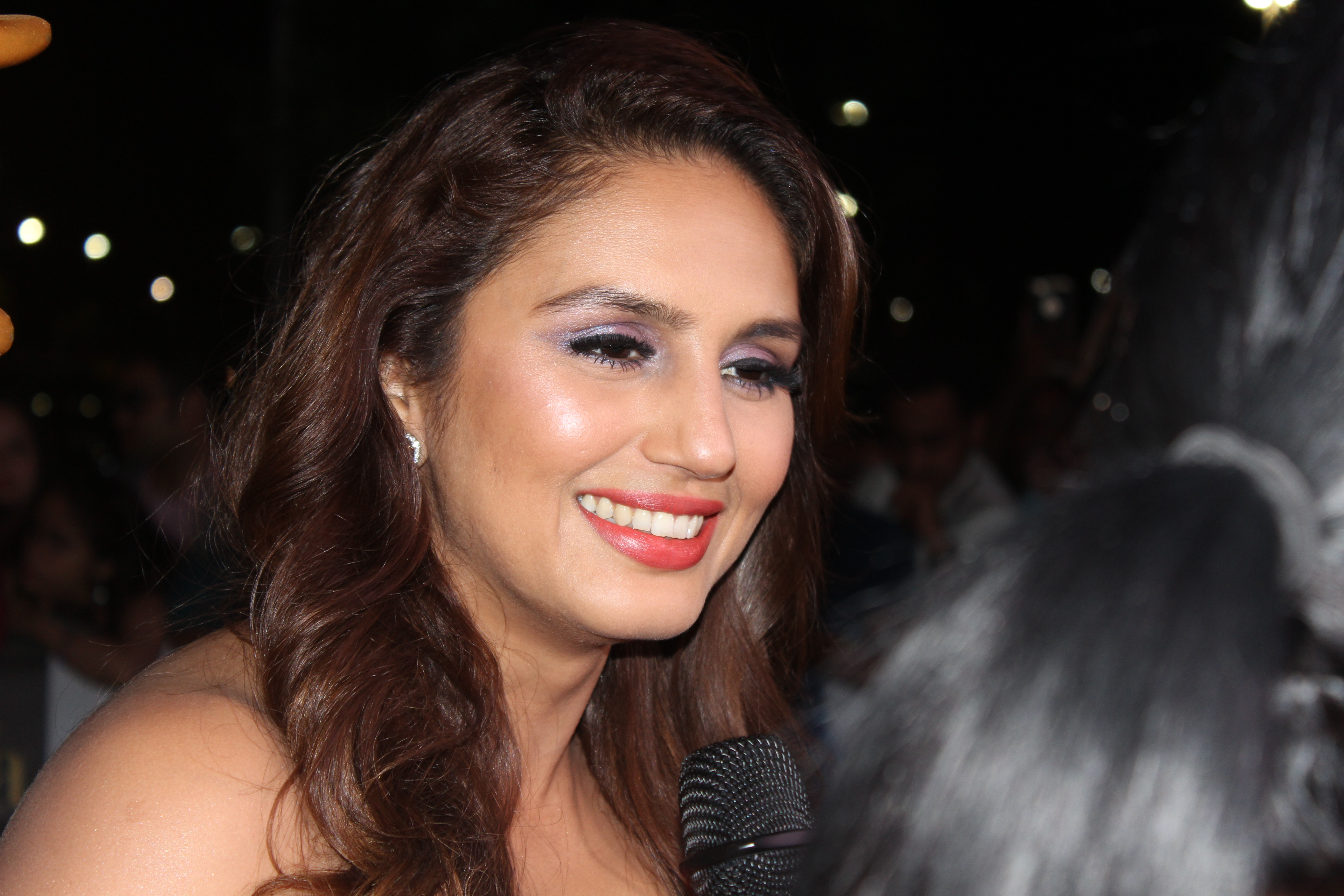
Huma Qureshi (* 1986)

- Qureshi, Imran (* 1972), pakistanischer Künstler
- Qureshi, Kamal (* 1970), dänischer Arzt und Politiker (Sozialistische Volkspartei (SF)), Mitglied des Folketing
- Qureshi, Mohammad Shafi (1929–2016), indischer Politiker
- Qureshi, Reshma, indisches Model, Vloggerin und Aktivistin gegen Säureattentate
- Qureshi, Shah Mehmood (* 1956), pakistanischer Politiker und ehemaliger Außenminister
- Qureshi, Taufiq (* 1962), indischer Musiker (Perkussion, Schlagzeug, Komposition)
- Qureshi, Yasin (* 1973), Mitbegründer der Hamburger Varengold Bank

### Qurm
- Qurmanghalijew, Jerik (1959–2007), kasachischer Countertenor
- Qurmezi, Ayat (* 1991), bahrainische Dichterin und Aktivistin

### Quro
- Qurobonow, Olim (* 1998), tadschikischer Schwimmer

### Qurr
- Qurrat al-ʿAin, Sängersklavin und Konkubine
- Qurrat al-ʻAin, Sklavin und Konkubine
- Qurrat al-ʿAin (1814–1852), persische Dichterin und Märtyrerin des Babismus

### Qurs
- Qūrsāwī, Abū n-Nasr al- († 1812), tatarisch-muslimischer Theologe, Religionsreformer, Rechtsgelehrter und Pädagoge

### Qurt
- Qurtubī, al- (1214–1272), andalusischer islamischer ascharitischer Theologe und Gelehrter der malikitischen Rechtsschule